# 东湖 (绍兴)
东湖，位于中国浙江省绍兴市越城区城东皋埠镇，以山明水秀、岩奇洞幽、亭桥错落、湖洞相连而闻名，被誉为江南的水石大盆景，名列绍兴第二湖，仅次绍兴镜湖新区的镜湖。和杭州西湖、嘉兴南湖并称为浙江三大名湖。是国家4A级旅游景区。

## 历史
相传东湖所在地原是一座青石山，昔日秦始皇东巡至会稽，于此供刍草而取名“箬山”。自汉朝起，石工相继在此凿山开石，为绍兴的一座石料场。隋朝时，杨素为修筑罗城，大举开山取石。历经千百年的开采，遂成悬崖峭壁，奇潭深渊，搬走了半座青石山。清末绍兴乡贤陶浚宣在这里依照陶渊明《桃花源记》的意境营建园林，筑堤百丈为界，堤外为河，堤内藏湖，因湖在绍兴城东，故名东湖。

## 景点
湖内有秦桥、霞川桥等各式古桥横跨两岸，尤其以仙桃洞、喇叭洞、陶公洞最佳。小舟入洞，如坐井观天；湖畔有寒碧亭、香积亭、饮渌亭、听湫亭、小稽轩、稷寿楼、扬帆舫、画廊等亭台楼阁座落其次，沿“华山一条道”拾阶而上，还可一览江南水乡风光。湖西有“陶社”，为纪念辛亥革命烈士陶成章所建。